# Gardellone
Il Gardellone è un torrente sito in Italia, nella provincia di Bergamo.

## Storia
Originariamente il torrente aveva un andamento sinusoidale che lo portava a confluire nel torrente Morla presso la periferia della città di Bergamo.
A partire dal 1950, per evitare che la Morla stessa esondasse in città, il Gardellone fu deviato in territorio di Torre Boldone direttamente al fiume Serio.

## Percorso
Nasce nell'omonima valle posta sulle pendici Sud del colle di Ranica, posto nel gruppo della Maresana, nelle Prealpi Bergamasche, in territorio di Torre Boldone. Scorre quasi interamente nel comune stesso, dove riceve le acque del piccolo Rio Pedoga, interseca il corso della Roggia Serio Grande, della roggia Morlana e della roggia Guidana, confluendo dopo 3.5 km da destra nel Serio a Ranica, in Val Seriana.